# Gold Rush Maisie
Pour plus de détails, voir Fiche technique et Distribution.
Gold Rush Maisie est un film américain réalisé par Edwin L. Marin (et J. Walter Ruben, non crédité), sorti en 1940.

## Synopsis
Maisie Ravier, une chanteuse de café en difficulté financière, s'attache à une famille de fermiers, alors que dans la ville tout le monde devient fou lorsqu'on apprend que de l'or a été trouvé non loin là.

## Fiche technique
- Titre : Gold Rush Maisie
- Réalisation : Edwin L. Marin et J. Walter Ruben (non crédité)
- Scénario : Elizabeth Reinhardt et Mary C. McCall Jr.
- Direction artistique : Cedric Gibbons
- Décors : Edwin B. Willis
- Photographie : Charles Lawton Jr.
- Musique : David Snell
- Société de production : Metro-Goldwyn-Mayer
- Pays d'origine : États-Unis
- Format : Noir et blanc - 1,37:1 - Mono
- Genre : drame
- Date de sortie : 1940

## Distribution
- Ann Sothern : Maisie Ravier
- Lee Bowman : Bill Anders
- Slim Summerville : Fred Gubbins
- Virginia Weidler : Jubie Davis
- Mary Nash : Sarah Davis
- Scotty Beckett : Harold Davis
- Irving Bacon : Harry Gilpin
- Virginia Sale : Mme Harry Gilpin
- Frank Orth : Harris
- Eddy Waller : Ben Hartley
- Charles Judels : le propriétaire du Hula Paradise